# Robert William Pickton
Robert William Pickton (24 tháng 10 năm 1949  –  31 tháng 5 năm 2024) là một trong những kẻ sát nhân hàng loạt khủng khiếp trong lịch sử Canada và vùng Bắc Mỹ. Nạn nhân của ông là hơn 50 cô gái hành nghề mại dâm và nghiện ma túy (đã xác định danh tính 26 nạn nhân). Sở hữu 1 trang trại rộng gần 7 hecta, ông đã cắt rời từng mảnh thân thể của nạn nhân rồi chôn ngay tại đó. Cảnh sát còn tìm thấy các mảnh thi thể bên cạnh những miếng thịt lợn trong tủ lạnh. Cùng với em trai, hắn mở 1 quán rượu tên là Lâu đài lợn. Tại đây các bữa tiệc được chế biến từ thịt những con lợn trong trang trại (người ta cho rằng chúng được nuôi bởi các mảnh vụn thịt nạn nhân). Phiên tòa xét xử bắt đầu ngày 22/01/2007, dự kiến kéo dài hàng năm trời.
Vào ngày 19 tháng 5 năm 2024, ông bị một tù nhân khác tấn công tại Port-Cartier Institution ở Quebec. Tù nhân, được mô tả là có tiền sử hành hung các tù nhân khác, đã "đâm" vào đầu Pickton bằng "tay cầm giống như cây chổi bị gãy". Kể từ ngày 20 tháng 5, ông đã được hỗ trợ sự sống sau khi được đưa đến bệnh viện. Ông qua đời tại một bệnh viện ở Thành phố Quebec do biến chứng của vụ tấn công vào ngày 31 tháng 5 sau đó.

## Các bài viết liên quan
- Bài trên báo Tiền Phong Lưu trữ ngày 10 tháng 2 năm 2007 tại Wayback Machine
- Women Commission of Inquiry ("Oppal") Report (November 19, 2012)

- R. v. Pickton, (July 30, 2010)
- R. v. Pickton, decision of the Court of Appeal for British Columbia (June 25, 2009) (defence appeal)
- R. v. Pickton, decision of the Court of Appeal for British Columbia (June 25, 2009) (Crown appeal)
- R. v. Pickton, decision of the Supreme Court of British Columbia (December 13, 2007) (ruling re: re-instructing the jury)
- R. v. Pickton, decision of the Supreme Court of British Columbia (January 16, 2007) (ruling re: media application to access and publish exhibits #1)
- Robert William Pickton Trial Information Lưu trữ ngày 2 tháng 3 năm 2012 tại Wayback Machine (Court Services, Ministry of Attorney General)
- Covering The Trial: Former Sex Trade Workers Work As Citizen Correspondents For Orato
- Backgrounder
- TruTV article on Robert Pickton
- Vancouver Eastside Missing Women[Bị chiếm đoạt!]
- BBC Article on Pickton (2007-01-21)
- Excerpts from 'The Pickton letters'[Bị chiếm đoạt!]
- Pat Casanova testimony, June 4–6, 2007

History of Sex Work in Vancouver Lưu trữ ngày 6 tháng 12 năm 2013 tại Wayback Machine (downloadable PDF book written by sex workers)
- PDFs of the Pickton letters obtained by The Vancouver Sun.
- Interviews and oral histories with victims' families and community workers, part of research stored at Simon Fraser University Library.